# Dede Allen
Dede Allen, właśc. Dorothea Corothers Allen (ur. 3 grudnia 1923 w Cleveland, zm. 17 kwietnia 2010 w Los Angeles) – amerykańska montażystka filmowa, uważana za jedną z najwybitniejszych w swojej branży. 
Odpowiadała za montaż takich klasycznych filmów jak m.in. Bilardzista (1961) Roberta Rossena, Ameryka, Ameryka (1963) Elii Kazana, Rachelo, Rachelo (1968) Paula Newmana czy Rzeźnia nr 5 (1972) George’a Roya Hilla. Wielokrotnie współpracowała z reżyserem Arthurem Pennem, dla którego zmontowała m.in. filmy Bonnie i Clyde (1967), Restauracja Alicji (1969), Mały Wielki Człowiek (1970), W mroku nocy (1975) i Przełomy Missouri (1976).
Laureatka Nagrody BAFTA za montaż filmu Pieskie popołudnie (1975) Sidneya Lumeta. Trzykrotnie nominowana do Oscara za najlepszy montaż do filmów: Pieskie popołudnie (1975) Sidneya Lumeta, Czerwoni (1981) Warrena Beatty’ego i Cudowni chłopcy (2000) Curtisa Hansona.